# Christian Fürchtegott Gellert
Christian Fürchtegott Gellert (Hainichen, 1715. július 4. – Lipcse, 1769. december 13.) német költő, író, pedagógus.

## Élete

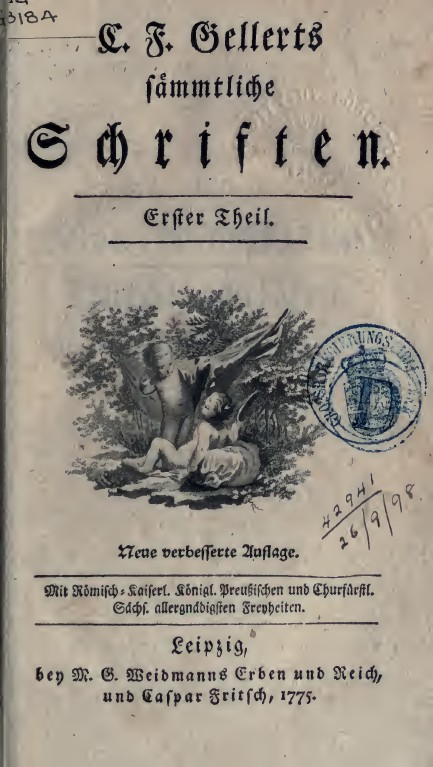
C. F. Gellerts sämmtliche Schriften. Teil 1 (1775)

Tanulmányait a meisseni iskolán kezdte, ahol Gärtnerrel és Rabenerrel ismerkedett meg és a lipcsei egyetemen folytatta, ahol teológiát tanult. 1739-ben Drezdában, 1741-ben Lipcsében nevelősködött. Gottscheddel, akinek hallgatója volt, Bayle szótárának fordításán dolgozott, később Schwabe iratába: Belustigungen des Verstandes und witzes, meséket, tankölteményeket, pásztorjátékot és több értekezést írt. Meséinek és elbeszéléseinek könnyed, természetes hangja mindenütt tetszést keltett. Ugyanekkor a Bremer Beiträge kiadásában is tevékeny részt vett. Félénk természete és beteges állapota miatt a lelkészi pályát elhagyta és a tanárira lépett. Mint akadémiai tanár a szépirodalom, költészet és morál köréből tartott felolvasásokat, melyekkel nemsokára nagy hírre tett szert. Praktikus stílgyakorlatokat is tartott, melyeken az akkor még fiatal Goethe is részt vett. 1751-ben a filozófia rendkívüli tanárává nevezték ki. Tanítványainak tisztelete határtalan volt iránta, mindenütt, de főképp polgári körökben, a legkedveltebb férfi volt; számtalan anekdota bizonyítja példátlan népszerűségét. A hétéves háború alatt több királyi herceg látogatta meg és II. Frigyes 1760-ban magához hívatta, akinek tetszését annyira megnyerte, hogy «den vernünftigsten aller deutschen Gelehrten»-nek nevezte. Egykori tanítványa Brühl Móric gróf 150 tallér, a választófejedelem pedig 550 tallér évi kegydíjat adott neki.

## Művei
Korának legnevesebb és legtöbbet olvasott írói közé tartozott, rendkívül népszerű művét, melyet "Fabeln und Erzählungen" (Lipcse, 1746-48) címmel adtak ki, a német nyelvterületen olyan gyakran forgatták, akár a Bibliát. Gellert népszerű volt a 18. században Magyarországon is, fabuláit előszeretettel fordították magyarra.
Az író főleg vallásos szellemű műveket alkotott, de a felvilágosodás erkölcsi nézeteit is terjesztette. Tanító célzatú meséket, vígjátékokat és egy híres német regényt írt. Emellett igen kiterjedt levelezést folytatott. Gellert saját korában ismert és elismert pedagógus volt, és nevelési tanácsadóként működött.
Vallásos ódáiból hiányzik az erő és mélység, de érzelmük igaz, ájtatos és szívhez szóló. Drámai munkái, bár akkoriban köztetszésben részesültek, nem emelkednek fölül a középszerűségen. Levelei, melyek korábban utolérhetetlennek tartattak, kiszorították a dagályos és retorikus irályt.
Jelentőségét tekintve ő volt az angol Samuel Richardson nyomán a német levélregény műfajának megteremtője. Leghíresebb műve e regénye G. svéd grófnő élete címmel (Das Leben der schwed. Gräfin vagy G***, 2 kötet, Lipcse, 1746). Egyéb munkái: Geistlichen Oden u. Lieder (Lipcse, 1757; újabb kiadás: Berlin, 1886). Gellert összes művei Sämmtliche Schriften cimen többször jelentek meg (először Lipcsében 1769-74, 10 kötet; később Berlinben 1867, 10 kötet). Azonkivül Schullerus (1891), Biedermann (1871) és Muncker (1889) rendeztek sajtó alá több kötetet válogatott műveiből.

## Emlékezete
Rosenthalban, Lipcse közelében (Knauertól) és szülővárosában (Rietschel-Schenktől szobrot emeltek neki. A lipcsei Johannis templomban, ahol hamvai nyugszanak, is van egy szobra, melyet barátai és tisztelői emeltek neki mindjárt halála után.

## Magyarul
- Erköltsös meséi és elő-beszéllésej; ford. Kónyi János; Engel Ny., Pécs, 1776
- Svétziai grófné G..né aszszony' élete; ford.: Tormai Sámuel; Református Collegium Ny., Kolozsvár, 1772
- G .. nevezetű svéd grófnénak rendes történeti egy juhászi játékkal egyetemben; ford. Szlávniczai Sándor István; Landerer, Pozsony–Kassa, 1778
- Gottlieb Wilhelm Rabener: Rabner szatírái, vagy-is Gúnyoló beszédei / Christian Fürchtegott Gellert: Felelő bálvány. Vígjáték; ford. Sz. S. J.; Landerer, Pozsony, 1786
- Erköltsi és elegyes versek, mellyek némelly jelesbb német vers-költőkből: Gellértből, Hagedornból stb. fordítódtak; vál., ford. Sz. I.; Wéber, Pozsony–Komárom, 1791